# Trampa de amor
Trampa De Amor es originalmente el primer álbum de la agrupación musical de bachata Aventura, cuando se hacían llamar Los Tinellers. Nunca fue asignado a un sello discográfico, así que estaba bajo sus propias producciones.Tres de las diez pistas nunca se pusieron en otros álbumes ni tuvieron una nueva versión. Los otros siete son las versiones originales de algunas de las canciones del grupo. Una de las canciones, "Por Tu Orgullo", se agregó a "God's Project". Los otros seis se agregaron a "Generation Next". Estas siete canciones se agregaron a estos álbumes y cada una de ellas fueron unas versiones más modernas de ellas.

## Canciones
| #  | Trampa de amor Título  | Tiempo |
| -- | ---------------------- | ------ |
| 1  | Trampa De Amor         | 4:14   |
| 2  | Cuando Volverás        | 4:38   |
| 3  | Alexandra              | 3:53   |
| 4  | Que Se Logre Este Amor | 3:54   |
| 5  | Por Tu Orgullo         | 4:49   |
| 6  | Abuelita               | 4:51   |
| 7  | Me Duele el Corazón    | 3:54   |
| 8  | Si Me Dejas Muero      | 5:33   |
| 9  | Dime Si Te Gusto       | 4:28   |
| 10 | El Coro Dominicano     | 5:34   |

- Datos: Q7833180